# 亨特利 (伊利諾伊州)
亨特利（英語：Huntley）是位於美國伊利諾伊州凱恩縣和麥克亨利縣的一個村落。

## 地理
亨特利的座標為42°09′42″N 88°26′03″W / 42.16167°N 88.43417°W，而該地最高點為海拔高度271米（即889英尺）。

## 人口
根據2010年美國人口普查的數據，亨特利的面積為37.27平方千米，當中陸地面積為37.19平方千米，而水域面積為0.08平方千米。當地共有人口24291人，而人口密度為每平方千米651人。